# ヴァシュラン・モン・ドール
ヴァシュラン・モン・ドール（Vacherin Mont d'Or）もしくはモン・ドール（Mont d'Or）は、フランスおよびスイスの伝統的なチーズである。毎年8月15日から翌年の3月15日までの期間限定で生産され、9月10日から翌年5月10日まで販売される季節のチーズである。フランスとスイスの国境付近、ジュラ山脈の周辺で手作業で生産されており、この場所にある山が名称（Mont d'Or ＝「金の山」）の由来となっている。

## 特徴
モン・ドールは、ジュラ山脈の高地で放牧される牛の牛乳から作られる柔らかいチーズである。1kgのモン・ドールを作るのに、およそ7リットルの牛乳が必要となる。円盤型のチーズで、直径は12-30cm、厚さは4-5cm程度である。モン・ドールはその外周にエピセア（トウヒの一種）の樹皮が巻かれており、その芳香もモン・ドールの特徴の一つとなっている。
モン・ドールはウォッシュタイプのチーズであり、定期的に塩水で表面を拭きながら熟成させる。この作業によって表面にはクリーム色～オレンジ色の表皮が形成され、また表面に敷布の布目が移る。拭く頻度や箱詰めのタイミングによっては、モン・ドールの表面に白カビが生える。この白カビは食用上無害なものであり、ブラシなどで除去されてから出荷される場合と、そのまま出荷される場合とがある。
市場に流通する際には、モン・ドールは丸い木箱に収められる。熟成の程度が判別できるよう、店頭では木箱の蓋を外し、通気性のラップを張って陳列される場合が多い。熟成したモン・ドールは非常に柔らかく、エピセアの樹皮やこの木箱がなければ形を維持することができない。そのため、モン・ドールはカットして提供されることよりも、中身をスプーンですくって食される場合が多い。どうしても切り分けて販売しなければならないチーズ店では、モン・ドールの切断面に大理石の重石をあてがい、中身の流出を食い止めている。
モン・ドールは暑さに弱く、傷みやすいために気温の高い夏季は生産されない。モン・ドールのオフシーズンには、同所の牛乳は日持ちの良いハードチーズであるコンテの原材料となる。

## 歴史

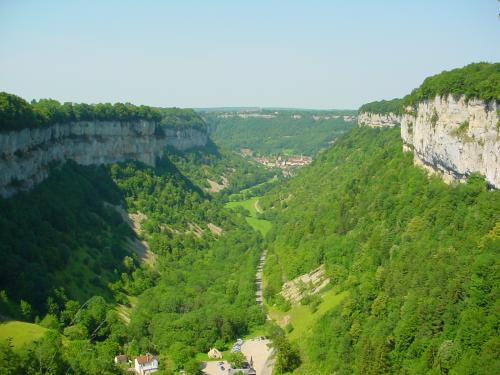
モン・ドールの産地、ジュラ山脈

モン・ドールの起源に触れている書物は数少ない。1740年～1750年代にはモン・ドールの原型となったチーズが作られていたという記録がある。18世紀の終わりには、フランシュ＝コンテ地域圏 Mignovillard のチーズの監理目録にその名が記されており、「金の山」の名前が付けられたのはこの頃であると考えられている。ちなみに山の「モン・ドール」は標高1463m、山頂はフランス側のドゥー県にある。
モン・ドールはフランスとスイスにまたがって、その伝統が共有されてきた。フランスでは1981年、スイスでは2003年にそれぞれAOCが取得された。両国でAOCに登録された名称は微妙に異なる（名称の節を参照）。フランスでは生乳（無殺菌乳）、スイスでは殺菌乳が使われている。
1988年、フランス産のモン・ドールからリステリア菌が発見され、それに伴って同国のモン・ドールの輸出が禁止された。この措置は1995年に解除され、それ以降モン・ドールは日本の市場にも一般に流通している。

## 名称

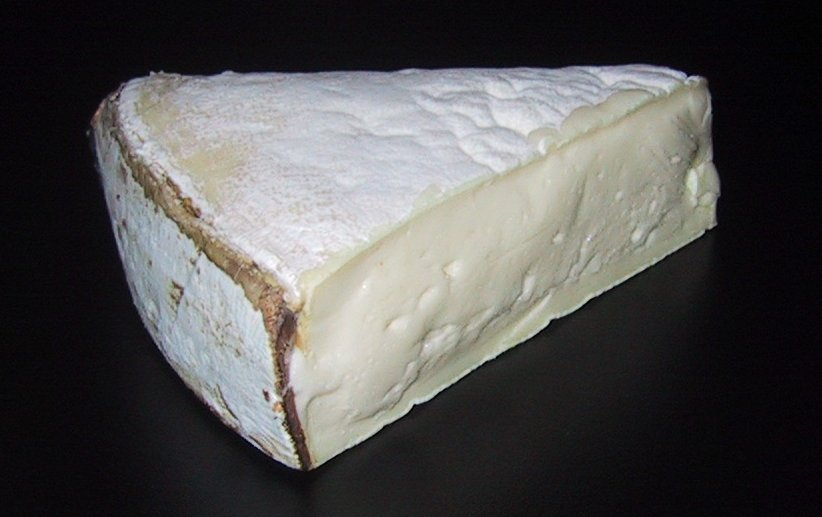
ヴァシュラン・デュ・オー＝ドゥー

モン・ドールはフランスとスイスでそれぞれ生産されている。スイスのヴォー州ではヴァシュラン・モン・ドール（Vacherin Mont d'Or）の名で扱われている。一方フランスではモン・ドール（Mont d'Or）の名でAOCが取得されており、「ヴァシュラン・モン・ドール」というチーズは厳密には存在しない。しかし、フランスのモン・ドールはヴァシュラン・デュ・オー＝ドゥー（Vacherin du Haut-Doubs）の名が使われる場合もあり、パリの店頭などでは単に「ヴァシュラン」の名前でも販売されている。
「ヴァシュラン」と呼ばれるチーズはモンドール以外にも「ヴァシュラン・フリブルジョワ（Vacherin Fribourgeois）」、「ヴァシュラン・ダボンダンス（Vacherin d'Abondance）」などがある。前者はスイスのフリブール州（グリュイエールチーズの発祥地）で作られているチーズで、かすかな酸味と樹脂のような香りを持つ。熟成期間の違いによって様々な硬度のものがある。グリュイエールとともにチーズフォンデュに良く用いられるチーズである。後者はフランスサヴォワ県北部のアボンダンス村で作られるヴァシュランであり、製造法や仕上がりはモン･ドールに近い。エセピアの樹皮を周囲に巻く点も同様である。同村には有名なハードチーズのアボンダンスがあるが、これとは別物である。

## 提供

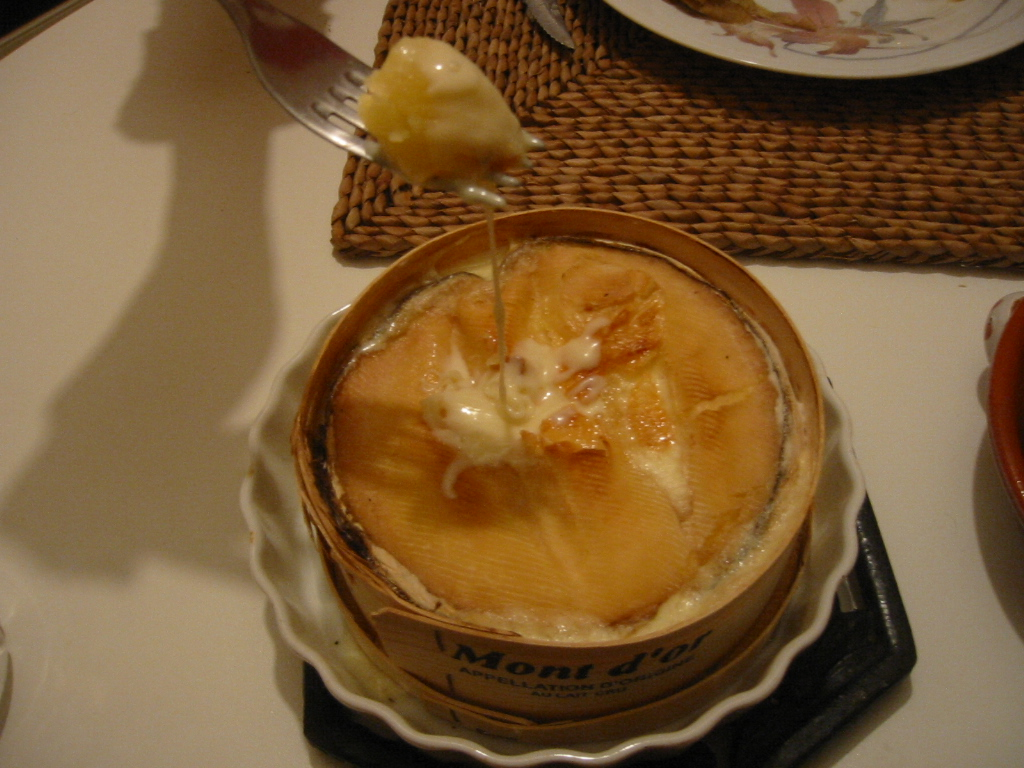
モン･ドールのフォンデュ

上側の表皮を剥がし、そのままスプーンで中身をすくってバゲットなどに載せて食べるのが一般的である。またモン・ドールを丸ごとオーブンに入れて焼き、フォンデュのようにして食べる方法もある。
1. モン・ドールの箱の周囲をアルミホイルで覆う。
2. 上面の表皮を剥がし、好みに応じてニンニクをひとかけら加える。
3. さらに白ワインをたっぷり注ぐ。
4. オーブンを200℃に余熱し、25分間焼く。
5. ジャガイモやパンにつけて食べる。

様々なワインと合うが、風物詩という観点から、同時期に解禁を迎えるボジョレー・ヌーヴォーと合わせて供されることも多い。